# Penepodium viduatum
Penepodium viduatum là một loài côn trùng cánh màng trong họ Sphecidae, thuộc chi Penepodium. Loài này được Kohl miêu tả khoa học đầu tiên năm 1902.